# Parafia św. Stanisława w Wierzbicy
Parafia św. Stanisława Biskupa i Męczennika – rzymskokatolicka parafia diecezji radomskiej, metropolii częstochowskiej w Wierzbicy. Siedziba dekanatu wierzbickiego, skupiającego dziewięć okolicznych parafii. Powstała w XIII wieku.
Siedziba parafii znajduje się w Wierzbicy, w powiecie radomskim w województwie mazowieckim.

## Obszar
Parafia obejmuje następujące miejscowości w gminie Wierzbica: Błędów, Polany, Polany-Kolonia, Pomorzany (od nr. 53), Pomorzany-Kolonia, Rzeczków, Rzeczków-Kolonia, Wierzbica oraz Wierzbica-Kolonia, Zalesice-Kolonia.
W Wierzbicy znajduje się także parafia mariawicka pw. Przemienienia Pańskiego.

## Historia
Dzieje tutejszej parafii sięgają XII w. Najstarszy dokument pisany wzmiankujący parafię w Wierzbicy został wydany w 1198 r. przez kancelarię diecezji krakowskiej, gdzie bp Gedko reguluje zasady poboru dziesięciny przez klasztory bożogrobców w Miechowie i cystersów w Wąchocku. To właśnie ten klasztor wystawił, prawdopodobnie drewniany, kościół św. Idziego w Wierzbicy i prosił władze diecezjalne o uregulowanie sprawy dziesięcin na terenie nowej filii.
Na początku parafia należała do diecezji krakowskiej; najpierw archidiakonat radomski przekształcony w dziekanię kielecką (nazywaną również dziekanią radomską), dekanat radomski. Parafia w latach 1807–1818 należała do dekanatu radomskiego w diecezji kieleckiej. Od 1818 r. w diecezji sandomierskiej. W 1854 r. do dekanatu radomskiego. Od 1941 parafia znalazła się w nowym dekanacie szydłowieckim. W 1994 r. wierzbicka parafia stała się siedzibą nowego dekanatu. W 1984 r. wyodrębniła się nowa parafia w Łączanach, a 14 lat później (1998 r.) w Dąbrówce Warszawskiej. 
Obecny kościół parafialny pw. św. Stanisława wybudowany został w 1709 r. z inicjatywy cystersów wąchockich. W 1878 r. wykonano neoklasycystyczny prospekt. Kościół był wielokrotnie restaurowany w XIX i XX. Ostatni remont wnętrz przypada na 2004 r. W 1984 r. została wybudowana kaplica św. Wojciecha w Polanach. 
Do parafii należy również plebania wymurowana w 1845 r. Trzy cmentarze chrześcijańskie: przykościelny, grzebalny z kaplicą, choleryczny oraz cmentarz żydowski.

## Grupy parafialne
- Ministranci
- Oaza
- Żywy Różaniec
- Adoracja Nocna Najświętszego Serca Pana Jezusa
- Schola

## Proboszczowie
| L.p. | Imię i nazwisko                                | Okres urzędowania   |
| ---- | ---------------------------------------------- | ------------------- |
| 1.   | ks. Wawrzyniec                                 | 1326                |
| 2.   | ks. Sieciech                                   | 1422                |
| 3.   | ks. Bernard                                    | 1529                |
| 4.   | ks. Tomasz Okomatowski                         | 1560                |
| 5.   | ks. Wawrzyniec Łychowski                       | 1615                |
| 6.   | ks. Tomasz Chomentowski                        | 1623                |
| 7.   | ks. Walenty Skowroński                         | 1664                |
| 8.   | ks. Mateusz Klembrzyński                       | 1667                |
| 9.   | ks. Franciszek Szczepankiewicz                 | 1670                |
| 10.  | ks. Franciszek Parszewski                      | 1683                |
| 11.  | ks. Gerard Witecki, zbudował kościół w 1709 r. | 1705                |
| 12.  | ks. Józef Gąsiorowski                          | 1729                |
| 13.  | ks. Placyd Giebułtowski                        | 1735                |
| 14.  | ks. Michał Reszko                              | 1740                |
| 15.  | ks. Antoni Sowiński, kan. opat                 | 1751                |
| 16.  | ks. Jan Kamiński                               | 1765                |
| 17.  | ks. Wojciech Szwarc                            | 1770                |
| 18.  | ks. Aleksy Biener                              | 1787-1789           |
| 19.  | ks. Jan Badowski                               | 1789-1805           |
| 20.  | ks. Melchior Tyburcy                           | 1805-1807           |
| 21.  | ks. Franciszek Billicz                         | 1806-24 II 1837     |
| 22.  | ks. Walenty Ogorzałkiewicz, administrator      | 24 II 1837-2 V 1838 |

| L.p. | Imię i nazwisko             | Okres urzędowania      |
| ---- | --------------------------- | ---------------------- |
| 23.  | ks. Wojciech Malanowicz     | 1836-5 VI 1838         |
| 24.  | ks. Aleksander Malanowicz   | 1 VII 1838-1855        |
| 25.  | ks. Antoni Brzyski          | 1855-1865              |
| 26.  | ks. Feliks Widuchowski      | 13 VII 1873-1878       |
| 27.  | ks. Bąkowski                | 1878-1886              |
| 28.  | ks. Marian Józef Ryx        | 1886-1910              |
| 29.  | ks. Franciszek Wilczyński   | 1910-1915              |
| 30.  | ks. Franciszek Sobudka      | 1915-18 XII 1929       |
| 31.  | ks. Bolesław Wójcik         | 1 II 1930-29 VIII 1938 |
| 32.  | ks. Feliks Spychała p. o.   | 29 VIII 1938-8 XI 1938 |
| 33.  | ks. Piotr Dembowski         | 8 XII 1938-1941        |
| 34.  | ks. Marian Bojarczyk        | 1941-1962              |
| 35.  | ks. Józef Giżycki           | 1962                   |
| 36.  | ks. Adam Smoliński          | 1962                   |
| 37.  | ks. Jan Roguś p. o.         | 1962-1968              |
| 38.  | bp Piotr Gołębiowski        | 1968-1972              |
| 39.  | ks. Wacław Krzysztofik      | 1972-1978              |
| 40.  | ks. Tadeusz Lutkowski       | 1978-1986              |
| 41.  | ks. kan. Henryk Wiśnios     | 1986-1996              |
| 42.  | ks. kan. Jerzy Krogulec     | 1996-2002              |
| 43.  | ks. kan. Jan Chodelski      | 2002-2018              |
| 44.  | ks. Julian Sobczyk          | 2018-2025              |
| 45.  | ks. Grzegorz Dominik Wójcik | od 2025                |

| L.p. | Imię i nazwisko                                | Okres urzędowania   |
| ---- | ---------------------------------------------- | ------------------- |
| 1.   | ks. Wawrzyniec                                 | 1326                |
| 2.   | ks. Sieciech                                   | 1422                |
| 3.   | ks. Bernard                                    | 1529                |
| 4.   | ks. Tomasz Okomatowski                         | 1560                |
| 5.   | ks. Wawrzyniec Łychowski                       | 1615                |
| 6.   | ks. Tomasz Chomentowski                        | 1623                |
| 7.   | ks. Walenty Skowroński                         | 1664                |
| 8.   | ks. Mateusz Klembrzyński                       | 1667                |
| 9.   | ks. Franciszek Szczepankiewicz                 | 1670                |
| 10.  | ks. Franciszek Parszewski                      | 1683                |
| 11.  | ks. Gerard Witecki, zbudował kościół w 1709 r. | 1705                |
| 12.  | ks. Józef Gąsiorowski                          | 1729                |
| 13.  | ks. Placyd Giebułtowski                        | 1735                |
| 14.  | ks. Michał Reszko                              | 1740                |
| 15.  | ks. Antoni Sowiński, kan. opat                 | 1751                |
| 16.  | ks. Jan Kamiński                               | 1765                |
| 17.  | ks. Wojciech Szwarc                            | 1770                |
| 18.  | ks. Aleksy Biener                              | 1787-1789           |
| 19.  | ks. Jan Badowski                               | 1789-1805           |
| 20.  | ks. Melchior Tyburcy                           | 1805-1807           |
| 21.  | ks. Franciszek Billicz                         | 1806-24 II 1837     |
| 22.  | ks. Walenty Ogorzałkiewicz, administrator      | 24 II 1837-2 V 1838 |

| L.p. | Imię i nazwisko             | Okres urzędowania      |
| ---- | --------------------------- | ---------------------- |
| 23.  | ks. Wojciech Malanowicz     | 1836-5 VI 1838         |
| 24.  | ks. Aleksander Malanowicz   | 1 VII 1838-1855        |
| 25.  | ks. Antoni Brzyski          | 1855-1865              |
| 26.  | ks. Feliks Widuchowski      | 13 VII 1873-1878       |
| 27.  | ks. Bąkowski                | 1878-1886              |
| 28.  | ks. Marian Józef Ryx        | 1886-1910              |
| 29.  | ks. Franciszek Wilczyński   | 1910-1915              |
| 30.  | ks. Franciszek Sobudka      | 1915-18 XII 1929       |
| 31.  | ks. Bolesław Wójcik         | 1 II 1930-29 VIII 1938 |
| 32.  | ks. Feliks Spychała p. o.   | 29 VIII 1938-8 XI 1938 |
| 33.  | ks. Piotr Dembowski         | 8 XII 1938-1941        |
| 34.  | ks. Marian Bojarczyk        | 1941-1962              |
| 35.  | ks. Józef Giżycki           | 1962                   |
| 36.  | ks. Adam Smoliński          | 1962                   |
| 37.  | ks. Jan Roguś p. o.         | 1962-1968              |
| 38.  | bp Piotr Gołębiowski        | 1968-1972              |
| 39.  | ks. Wacław Krzysztofik      | 1972-1978              |
| 40.  | ks. Tadeusz Lutkowski       | 1978-1986              |
| 41.  | ks. kan. Henryk Wiśnios     | 1986-1996              |
| 42.  | ks. kan. Jerzy Krogulec     | 1996-2002              |
| 43.  | ks. kan. Jan Chodelski      | 2002-2018              |
| 44.  | ks. Julian Sobczyk          | 2018-2025              |
| 45.  | ks. Grzegorz Dominik Wójcik | od 2025                |